# Mairie de Zehlendorf
La mairie de Zehlendorf (Rathaus Zehlendorf) est le bâtiment qui héberge les bureaux du maire ainsi qu'une partie des services municipaux de l'arrondissement de Steglitz-Zehlendorf à Berlin, en Allemagne.

## Localisation

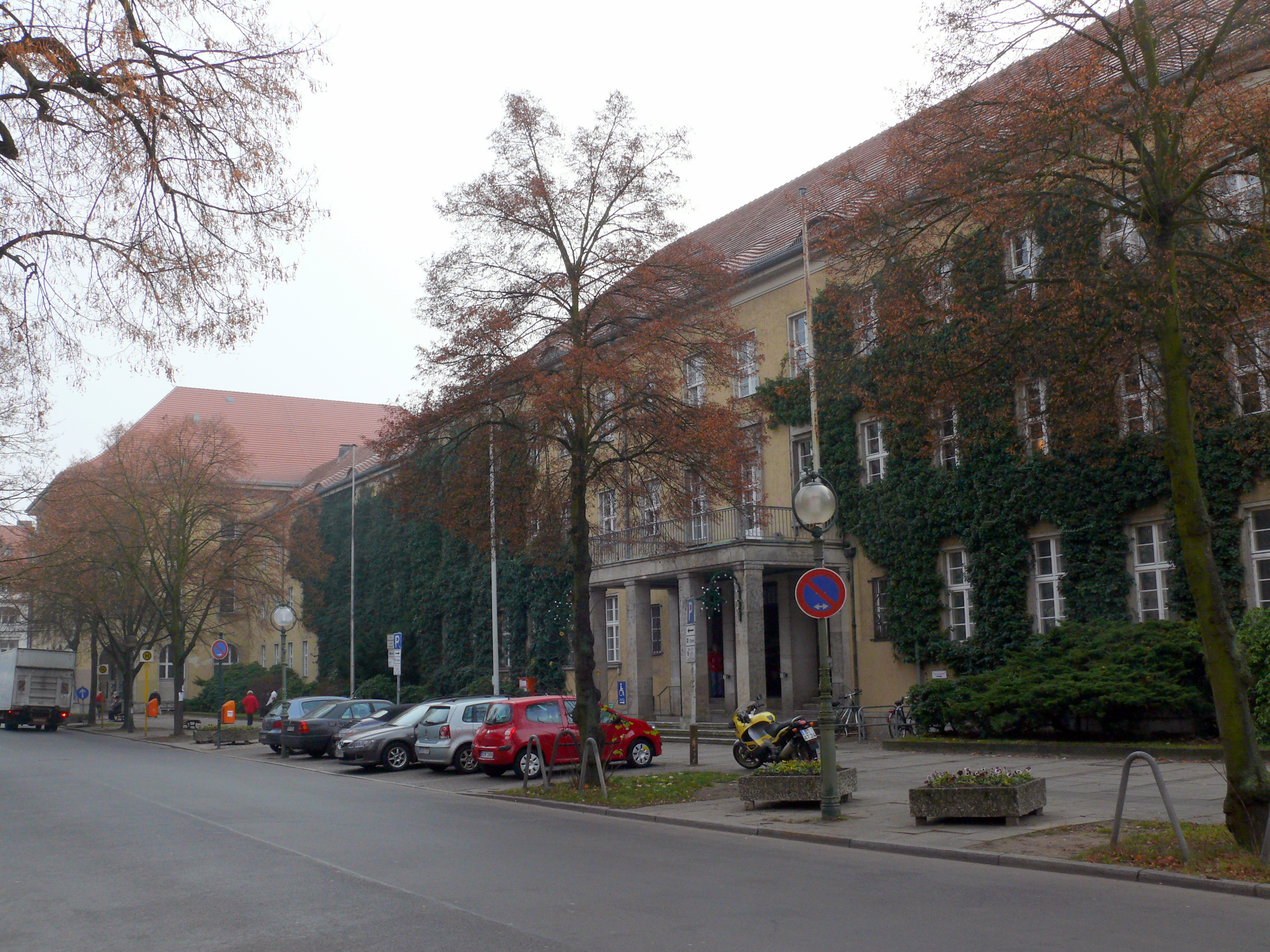
L'entrée de la mairie au Kirchstraße 3.

La mairie de Zehlendorf forme un complexe qui s'étend le long de la Kirchstraße à Berlin-Zehlendorf. Son adresse est le Kirchstraße 1/3 14160 Berlin-Zehlendorf. 
Le bâtiment construit en 1926 est au Kirchstraße 1, il forme l'angle avec la rue Teltower Damm et dispose d'ailleurs également d'un numéro sur cette rue : Teltower Damm 16/18. C'est là que se situe aujourd'hui le Bürgeramt. 
Les locaux du maire et du conseil d'arrondissement (Bezirksamt) sont situés dans un bâtiment plus récent au Kirchstraße 3, en face de l'église Saint-Paul de Berlin-Zehlendorf et à proximité du centre des impôts (Finanzamt) sur la Martin-Buber-Straße 20/21, 14160 Berlin-Zehlendorf.
Pour y accéder via les transports publics, la gare de Berlin-Zehlendorf desservie par la ligne 1 du S-Bahn de Berlin se trouve à quelques mètres au sud de la mairie.

## Histoire
L'administration centrale du district de Zehlendorf, six ans après l'intégration au Grand Berlin manquait de locaux et la mairie a finalement débloqué les fonds pour construire un nouveau bâtiment à l'angle de la Kirchstraße et du Teltower Damm entre 1926 et 1929. L'architecte Eduard Jobst Siedler, qui avait remporté le concours d'architecture en 1925, ainsi que Cesar Klein sont chargés de dessiner les plans d'un édifice qui correspond au courant architectural de l'époque. A. Stapf supervise ensuite la construction jusqu'à l'inauguration en 1929.
Le bâtiment est rénové dans l'après-guerre, en 1953, et les locaux de la mairie s'agrandissent dans des bâtiments tout le long de la Kirchstraße.

## Administration
La mairie de Zehlendorf est le principal centre administratif de l'arrondissement de Steglitz-Zehlendorf. C'est le siège du bureau du maire (Bezirksbürgermeister) et de plusieurs conseillers municipaux (Bezirksstadtrat) de l'arrondissement. C'est aussi là que délibère l'assemblée des délégués d'arrondissement. Au Kirchstraße 1 se trouve également un Bürgeramt.
Les bureaux de certains conseillers municipaux se trouvent néanmoins à la mairie de Steglitz ou à la mairie de Lankwitz.

### Conseil municipal

Les 55 délégués élus pour la période 2016-2021 et leurs couleurs partisanes respectives :
CDU 17
SPD 13
Grünen 11
AfD 6
FDP 5
Die Linke 3

Le conseil d'arrondissement est nommé par 55 délégués bénévoles élus pour cinq ans. La dernière élection a eu lieu le 18 septembre 2016, en parallèle des élections législatives.
Le conseil municipal d'arrondissement actuel est composé comme suit :
- Cerstin Richter Kotowski (CDU), maire d'arrondissement, conseillère municipale déléguée aux finances, aux ressources humaines, au développement urbain et au développement économique
- Michael Karnetzki (SPD), adjoint au maire, conseiller municipal délégué à la sécurité, aux transports et aux services sociaux (Bürgeramt)
- Maren Schellenberg (Grüne), conseillère municipale déléguée à l'environnement, à l'immobilier et au génie civil
- Frank Mückisch (CDU), conseiller municipal délégué à l'éducation, à la culture, au sport et aux affaires sociales
- Carolina Böhm (SPD), conseillère municipale déléguée à la jeunesse et à la santé

### Liste des maires successifs

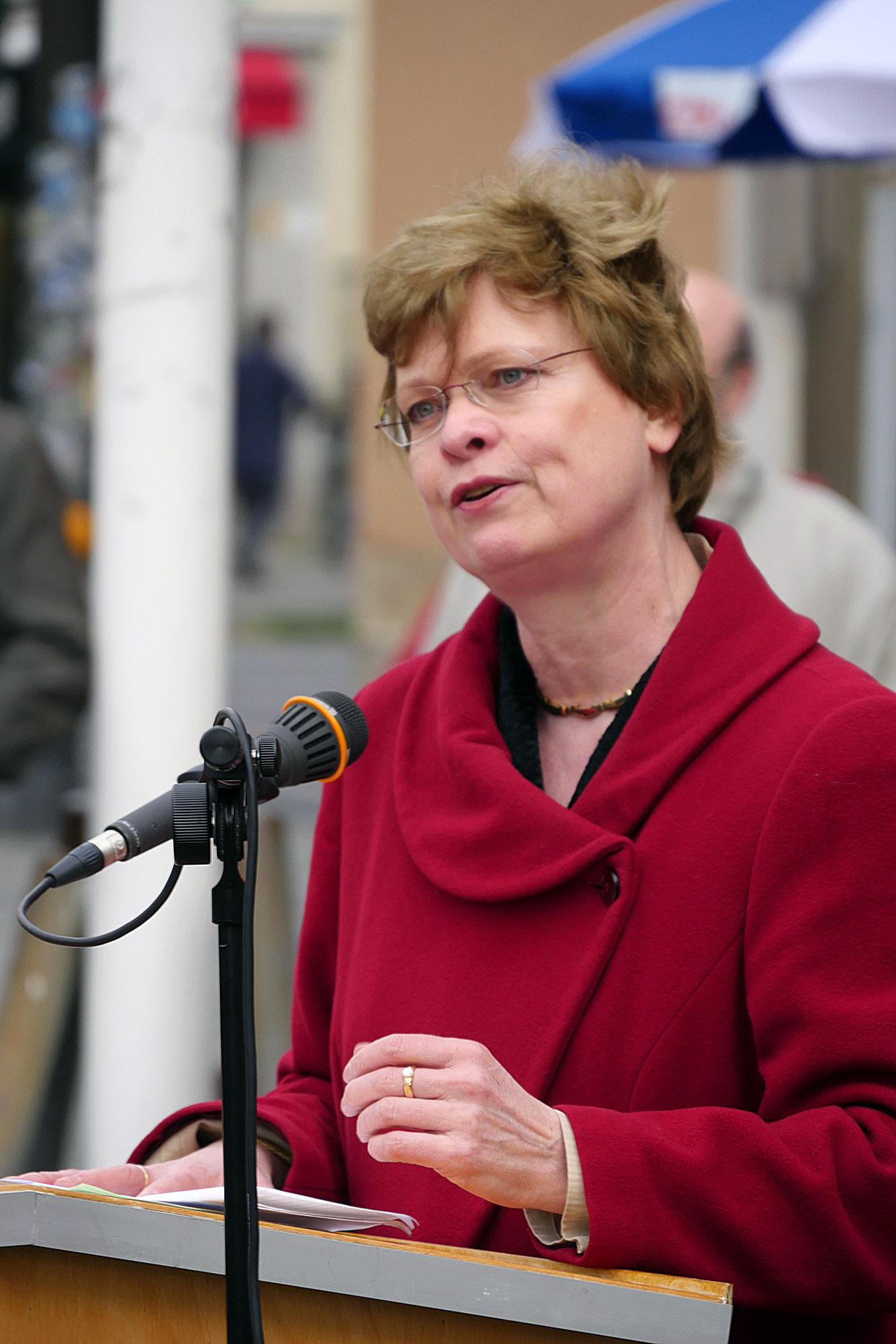
La maire actuelle (2016-2021) de Steglitz-Zehlendorf, Cerstin Richter-Kotowski (parti CDU).

L'histoire politique de Steglitz-Zehlendorf, un des arrondissements les plus aisés de Berlin, est marqué par une orientation à droite. 

#### District de Zehlendorf
| Mandature | Maire                  | Parti |
| --------- | ---------------------- | ----- |
| 1920–1924 | Hugo Elimar Köster     | DVP   |
| 1924–1932 | Erich Schumacher       | DNVP  |
| 1932–1933 | Alfred Hoge            | DNVP  |
| 1933–1945 | Walter Helfenstein     | NSDAP |
| 1945      | Georg Schulze          | NSDAP |
| 1945–1949 | Werner Wittgenstein    | CDU   |
| 1949–1951 | Carl Schott            | SPD   |
| 1951–1955 | Wilhelm Benecke        | FDP   |
| 1955–1965 | Willy Stiewe           | CDU   |
| 1965–1971 | Hans-Joachim Schnitzer | SPD   |
| 1971–1980 | Wolfgang Rothkegel     | CDU   |
| 1980–1991 | Jürgen Klemann         | CDU   |
| 1991–1995 | Ulrich Menzel          | CDU   |
| 1995–2000 | Klaus Eichstädt        | CDU   |

#### Arrondissement de Steglitz-Zehlendorf
| Mandature   | Maire                    | Parti |
| ----------- | ------------------------ | ----- |
| 2001-2006   | Herbert Weber            | CDU   |
| 2006-2016   | Norbert Kopp             | CDU   |
| depuis 2016 | Cerstin Richter-Kotowski | CDU   |